# Стефано Маурі
Стефа́но Ма́урі (італ. Stefano Mauri, * 8 січня 1980, Монца) — італійський футболіст, що грав на позиції півзахисника.
Відомий виступами за клуби «Модена», «Брешія», «Удінезе» та «Лаціо», а також національну збірну Італії.
Володар Кубка Італії. Володар Суперкубка Італії з футболу.

## Клубна кар'єра
Вихованець футбольної школи клубу «Бругеріо».
У дорослому футболі дебютував 1997 року виступами за команду того ж клубу, в якій провів один сезон, взявши участь у 23 матчах чемпіонату. Протягом 1998—2001 років захищав кольори команди іншого нижчолігового клубу, «Меда».
Своєю грою за останню команду привернув увагу представників тренерського штабу «Модени», до складу якої приєднався 2001 року. Відіграв за моденську команду наступні два сезони своєї ігрової кар'єри.
2003 року уклав контракт з клубом «Брешія», у складі якого провів лише один рік. Був основним гравцем команди.
З 2004 року два сезони захищав кольори команди клубу «Удінезе». Граючи у складі «Удінезе» також здебільшого виходив на поле в основному складі команди.
До складу клубу «Лаціо» приєднався 2006 року. Відіграв за «біло-блакитних» протягом десяти з половиною сезонів 303 матчі в усіх турнірах. За цей час двічі виборював титул володаря Кубка Італії, ставав володарем Суперкубка Італії з футболу.
Завершив ігрову кар'єру у «Брешії», за яку грав протягом першої половини 2017 року.

## Виступи за збірну
2004 року дебютував в офіційних матчах у складі національної збірної Італії. До 2011 року провів у формі головної команди країни лише 11 матчів.
| Дата       | Місто      | Господарі         | Результат | Гості                | Турнір            | Голи | Примітки |
| ---------- | ---------- | ----------------- | --------- | -------------------- | ----------------- | ---- | -------- |
| 17/11/2004 | Мессіна    | Італія            | 1 – 0     | Фінляндія            | товариський матч  | -    |          |
| 08/06/2005 | Торонто    | Італія            | 1 – 1     | Сербія та Чорногорія | товариський матч  | -    |          |
| 11/10/2006 | Тбілісі    | Грузія            | 1 – 3     | Італія               | Відбір до ЧЄ 2008 | -    |          |
| 15/11/2006 | Бергамо    | Італія            | 1 – 1     | Туреччина            | товариський матч  | -    |          |
| 13/10/2007 | Генуя      | Італія            | 2 – 0     | Грузія               | Відбір до ЧЄ 2008 | -    |          |
| 17/10/2007 | Сієна      | Італія            | 2 – 0     | ПАР                  | товариський матч  | -    |          |
| 08/10/2010 | Белфаст    | Північна Ірландія | 0 – 0     | Італія               | Відбір до ЧЄ 2012 | -    |          |
| 12/10/2010 | Генуя      | Італія            | 3 – 0     | Сербія               | Відбір до ЧЄ 2012 | -    |          |
| 17/11/2010 | Клагенфурт | Румунія           | 1 – 1     | Італія               | товариський матч  | -    |          |
| 09/02/2011 | Дортмунд   | Німеччина         | 1 – 1     | Італія               | товариський матч  | -    |          |
| 25/03/2011 | Любляна    | Словенія          | 0 – 1     | Італія               | Відбір до ЧЄ 2012 | -    |          |
| Усього     |            | Матчів            | 11        |                      | Голів             | 0    |          |

## Титули і досягнення
- Володар Кубка Італії (2):

«Лаціо»:  2008–09, 2012-13
- Володар Суперкубка Італії з футболу (1):

«Лаціо»:  2009